# Fred Schepisi
Frederic "Fred" Alan Schepisi, född 26 december 1939 i Melbourne, Victoria, är en australisk regissör, filmproducent och manusförfattare.

## Utmärkelser
Schepisi har bland annat vunnit AACTA Awards för både manus och regi för filmerna Djävulens lekplats och Ett skrik i mörkret. Han har tilldelats Australienorden.

## Filmografi i urval
- 1976 – Djävulens lekplats – regissör, producent, manusförfattare
- 1984 – Ismannen – regissör
- 1985 – Till varje pris – regissör
- 1987 – Roxanne – regissör
- 1988 – Ett skrik i mörkret – regissör, manusförfattare
- 1990 – Ryska huset – regissör, producent
- 1993 – Ett oväntat besök – regissör, producent
- 1994 – I.Q. – regissör, producent
- 1997 – Otäcka odjur – regissör
- 2001 – Sista beställningen – regissör, producent, manusförfattare